# Jerzy Müller
Jerzy Tomasz Müller (ur. 28 grudnia 1946 w Tczewie) – polski polityk, nauczyciel, wykładowca akademicki, działacz związkowy i społeczny, poseł na Sejm IV kadencji.

## Życiorys

### Wykształcenie i praca zawodowa
Ukończył w 1967 Studium Nauczycielskie w Gdańsku, a w 1972 studia na Akademii Wychowania Fizycznego w Poznaniu. W 1979 ukończył także studia podyplomowe w Instytucie Kształcenia Nauczycieli i Badań Oświatowych w Kaliszu, a w 1984 – studia trenerskie na Akademii Wychowania Fizycznego im. Jędrzeja Śniadeckiego w Gdańsku.
W latach 1964–1967 pracował w Rejonowych Zakładach ZPZZ w Tczewie. Od 1967 pracował jako nauczyciel w szkołach w Elblągu, był m.in. dyrektorem szkoły podstawowej (1975–1990), kierował też delegaturą kuratorium oświaty (1990–1994). W latach 1990–1994 zasiadał w radzie miasta Elbląg, przez następne cztery lata pełnił funkcję wiceprezydenta tego miasta. Od 1998 do 2001 był wykładowcą w Wyższej Szkole Zarządzania i Przedsiębiorczości im. Bogdana Jańskiego w Elblągu, a równocześnie do 2000 pracował w Międzyszkolnym Ośrodku Sportowym.
Od 1962 do 1989 pełnił funkcję podharcmistrza ZHP. Od 1967 działa w Związku Nauczycielstwa Polskiego. Pełnił funkcję wiceprezesa zarządu okręgowego i przewodniczącego głównej komisji rewizyjnej ZNP. W 1978 został członkiem zarządu elbląskiego WOPR. W latach 1978–1989 był członkiem Zarządu Wojewódzkiego Towarzystwa Wiedzy Powszechnej. Od 1987 do 2001 pełnił funkcję wiceprezesa Zrzeszenia Sportu i Rekreacji „Start”. We wrześniu 2008 został kierownikiem pływalni w Elblągu.

### Działalność polityczna
Od 1971 do 1980 należał do Polskiej Zjednoczonej Partii Robotniczej. Następnie wstąpił do NSZZ „Solidarność”. W latach 1990–1992 zasiadał w radzie krajowej „Solidarności Pracy”, a od 1992 do 2005 był członkiem władz krajowych UP. Bez powodzenia kandydował z jej listy do Sejmu w wyborach parlamentarnych w 1993 oraz wyborach w 1997. W wyborach samorządowych w 1998 bezskutecznie kandydował do rady miasta Elbląga z listy koalicji Przymierze Społeczne.
Sprawował mandat posła na Sejm IV kadencji z okręgu elbląskiego, wybranego liczbą 15 638 głosów z listy SLD-UP (jako przedstawiciel Unii Pracy). Pełnił funkcję zastępcy przewodniczącego Komisji Odpowiedzialności Konstytucyjnej. Zasiadał również w Komisji Łączności z Polakami za Granicą. W 2004 odszedł z UP i ogłosił budowę nowego ugrupowania pod nazwą „Lewica Demokratyczna RP”, która nie rozpoczęła działalności. W sierpniu 2005 wstąpił do Samoobrony RP, z ramienia której bezskutecznie ubiegał się o reelekcję w wyborach parlamentarnych w tym samym roku (otrzymał 1330 głosów).

## Odznaczenia
Został odznaczony m.in. Brązowym i Złotym Krzyżem Zasługi.

## Życie prywatne
Jest żonaty, ma dwoje dzieci.